# ATOM TOKYO-SHINJUKU-
ATOM TOKYO-SHINJUKU-（アトム トウキョウ シンジュク）は、東京都新宿区に所在するナイトクラブである。姉妹店のATOM TOKYO（渋谷区）に続く2号店として2024年10月に開業し、延床面積約1,750 m2・最大2,700人収容と都内最大級の規模を持つ。

## 歴史
- 2024年10月25日 - グランドオープン。記念イベントにはSentinelやNaeleckなど国外DJが出演した[2]。
- 2025年4月 - メディア@DIMEが「最新鋭の映像と光が音と融合する非日常空間」と評し、新宿エリアの大型クラブ再興を特集[1]。

## 施設
フロア構成
8階に高さ7 m超のメインフロアと大型LEDウォール、7階にバー&ラウンジを設置。VIP席数は都内トップクラス。
音響・映像
最新ラインアレイスピーカーと大型LEDビジョンを採用。照明演出は海外フェス同等水準とされる。

## 音楽とイベント
EDM・J-POP・ヒップホップを含む**オールミックス（All Mix）**を基本とし、日替わりでジャンルを変えるイベントを開催。開業時から海外DJの招聘を重視し、インバウンド客の来場も多い。

## アクセス
- JR各線「新宿駅」東口から徒歩約7分
- 東京メトロ丸ノ内線・副都心線「新宿三丁目駅」E2出口から徒歩3分

## 評価
2025年時点で複数の国内メディアが「新宿の夜遊びシーンを象徴する“巨大箱”」と紹介しており、若年層や訪日外国人から高い集客力を示している。